# 2014 في إيطاليا
فيما يلي قوائم الأحداث التي وقعت خلال عام 2014 في إيطاليا.

## أحداث
- 13 مايو – فيضانات جنوب شرق أوروبا 2014

## سياسة

### تعيين في المنصب
- 27 يناير – إنريكو ليتا وزيرة الزراعة والسيادة الغذائية والغابات.
- 22 فبراير – روبرتا بينوتي وزير الدفاع  [لغات أخرى]‏.
- 22 فبراير – فيديريكا موغيريني وزير الخارجية.
- 22 فبراير – ماتيو رينزي رئيس وزراء إيطاليا.
- 31 أكتوبر – باولو جينتيلوني وزير الخارجية.

### انتهاء فترة المنصب
- 20 يناير – كلاوديو أبادو عضو مجلس الشيوخ مدى الحياة.
- 21 فبراير – إنريكو ليتا رئيس وزراء إيطاليا،وزيرة الزراعة والسيادة الغذائية والغابات
- 30 أكتوبر – فيديريكا موغيريني عضو مجلس النواب في الجمهورية الإيطالية، وزير الخارجية.

## رياضة
- 23 مارس – ميلان-سان ريمو 2014 الفائزون بن سويفت، ألكسندر كريستوف، فابيان كانسيليرا.
- 26 يوليو – جي بي إندوستريا وأرتيجياناتو 2014 الفائزون آدم ييتس، دافيد فورمولو، Francesco Manuel Bongiorno [الإنجليزية]‏.

## أفلام
من الأفلام التي صدرت هذه السنة في إيطاليا:
- 1 يناير – وجه ملاك من إخراج مايكل وينتربوتوم.
- 1 يناير – يومين -ليلة واحدة من إخراج جان بيار داردين [الإنجليزية]‏.
- 12 مارس – نيد فور سبيد من إخراج سكوت وو.
- 14 مايو – غريس أميرة موناكو من إخراج أوليفيه داهان.
- 17 مايو – الماضي من إخراج أصغر فرهادي.

## وفيات

### يناير
- 20 يناير – كلاوديو أبادو (مواليد 1933)
- 23 يناير – ريز أورتولاني (مواليد 1926) ملحن إيطالي.
- 31 يناير – إميليو ديل جوديس (مواليد 1940) فيزيائي إيطالي.

### أبريل
- 9 أبريل – فرديناندو ترزي (مواليد 1924)

### أغسطس
- 25 أغسطس – ألفريدو مارتيني (مواليد 1921) دراج إيطالي.

### سبتمبر
- 15 سبتمبر – برناردو سكي (مواليد 1934) مخطط حضري ايطالي.

### أكتوبر
- 5 أكتوبر – أندريا دي سيساريس (مواليد 1959) سائق سيارة سباق إيطالي.
- 12 أكتوبر – إميليو بيكاسو (مواليد 1927) فيزيائي إيطالي.

### نوفمبر
- 25 نوفمبر – أوريليو ميلاني (مواليد 1934) لاعب كرة قدم إيطالي.
- 28 نوفمبر – لوتشيديو سنتيمنتي (مواليد 1920) لاعب كرة قدم إيطالي.

### ديسمبر
- 7 ديسمبر – مانجو (مواليد 1954) مغني إيطالي.
- 18 ديسمبر – فيرنا ليسي (مواليد 1936) ممثلة إيطالية.